# 박세라 (펜싱 선수)
박세라(朴世摞, 1983년 3월 10일 ~ )는 대한민국의  펜싱 선수로 주 종목은 에페이다. 카타르의 도하에서 열린 2006년 아시안 게임의 에페 개인전에서 우승을 거두었다.